# Johannes Söderman
Karl Johannes Söderman, född 18 februari 1897 på Ornö, Stockholms skärgård, död 25 november 1967 i Österhaninge, var en svensk fiskare, båtbyggare, målare och skulptör.
Han var son till fiskaren Johan Erik Albert Söderman och Anna Lovisa Pettersson och från 1934 gift med Klara Josefina Berggren. Söderman var under hela sitt liv bosatt Stockholms yttre skärgård där han arbetade som fiskare och båtbyggare. Under 1950-talet började han efter självstudier i ett frodigt naivt maner. Han inspirerades av Jan Fridegårds roman Trägudars land som gav honom impulser att utföra en serie med illustrationer efter bokens text. Till de bättre arbetena från Söderman hör några naiva porträtt av skärgårdsbor som även fick sina ansikten förevigade i kantigt skurna träreliefer. Han medverkade i utställningen Naiv konst som visades på Sveagalleriet i Stockholm 1962 och i Liljevalchs Stockholmssalong 1965.